# Підсніжник

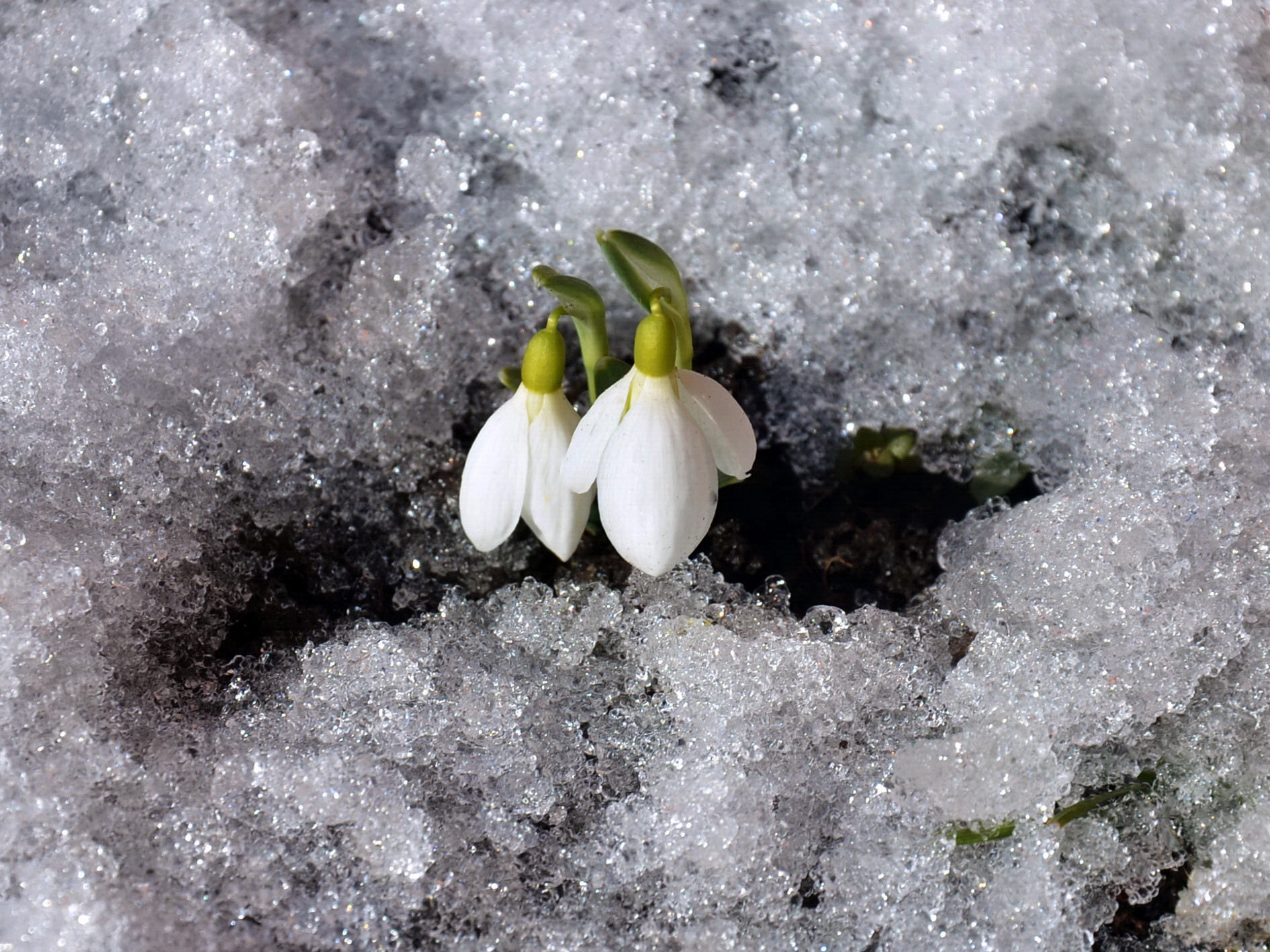
Підсніжник в середині лютого

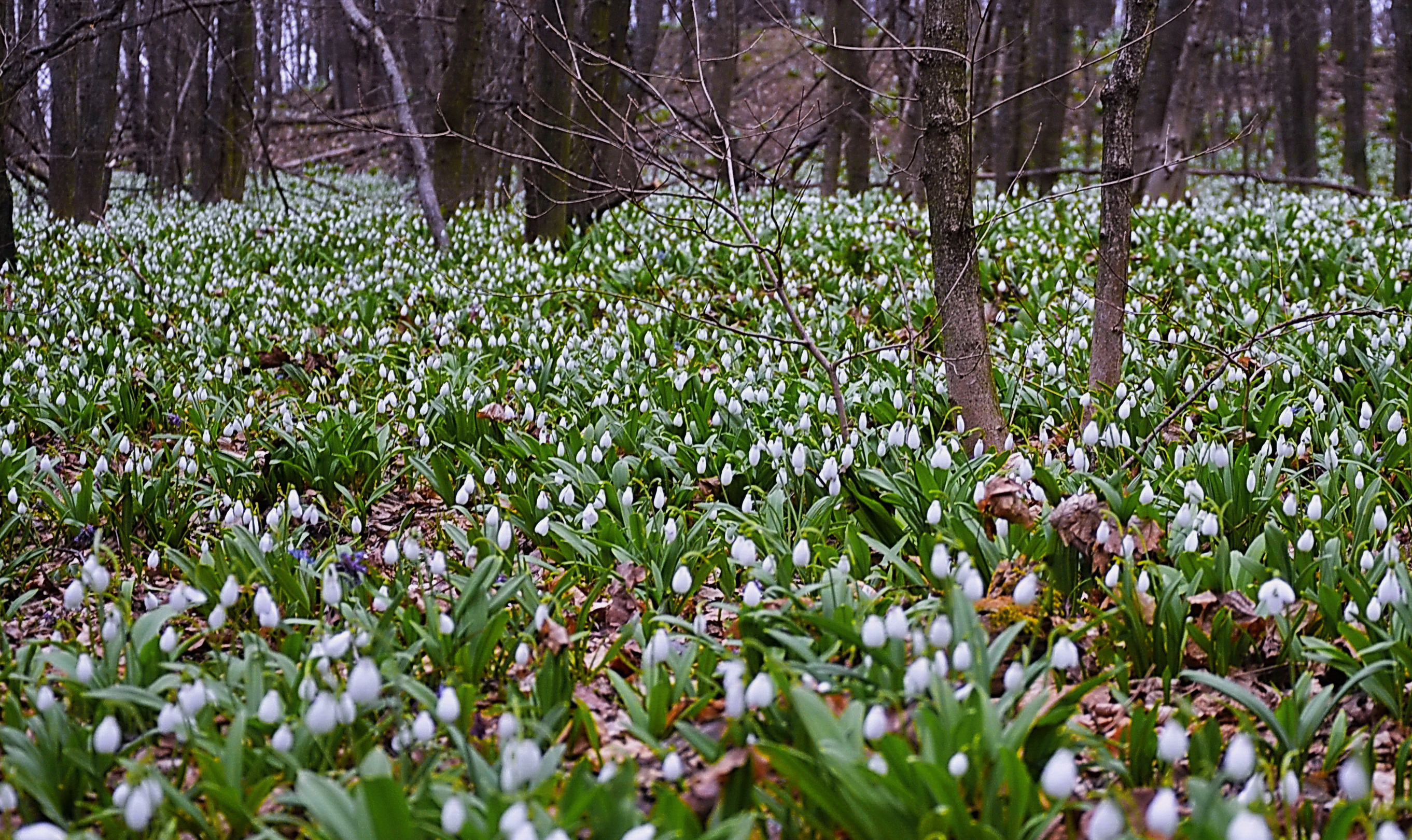
Підсніжники в Холодному Яру

Підсніжник (Galanthus) — рід рослин родини амарилісових, підродини Amaryllidoideae. Налічує ≈ 20 видів, що ростуть у Європі й на заході Азії. Більшість з них розквітають у зимовий час, до весняного рівнодення (21 березня в північній півкулі), але деякі види цих рослин розквітають ранньою весною і пізно восени. Зимостійка, дрібноцибулинна рослина. Інші назви, що трапляються в українській мові: скоролісок, просерен. Деякі види занесені до Червоної книги України.

## Опис
Багаторічні трав'янисті цибулинні рослини. Усі представники роду мають квітки білого забарвлення, що відображено в науковій назві Galanthus — від давньогрецьких слів  гала «молоко» та антос «квітка». В Україні є три види підсніжника: підсніжник звичайний, підсніжник складчастий, підсніжник Ельвеза. В Україні підсніжники з'являються наприкінці зими, ранньою весною. Підсніжник звичайний — це рослина з білосніжними квітами, що родом із півдня Європи, де він росте в гірських лісах на вологому ґрунті. Коли бутон підсніжника розкривається, спочатку розходяться три зовнішні, довгі чисто-білі листочки, потім відкриваються три внутрішні, коротші. Усередині заховано шість тичинок і маточка.
Європейські квітникарі вивели багато сортів підсніжника білосніжного.

## Поширення та середовище існування

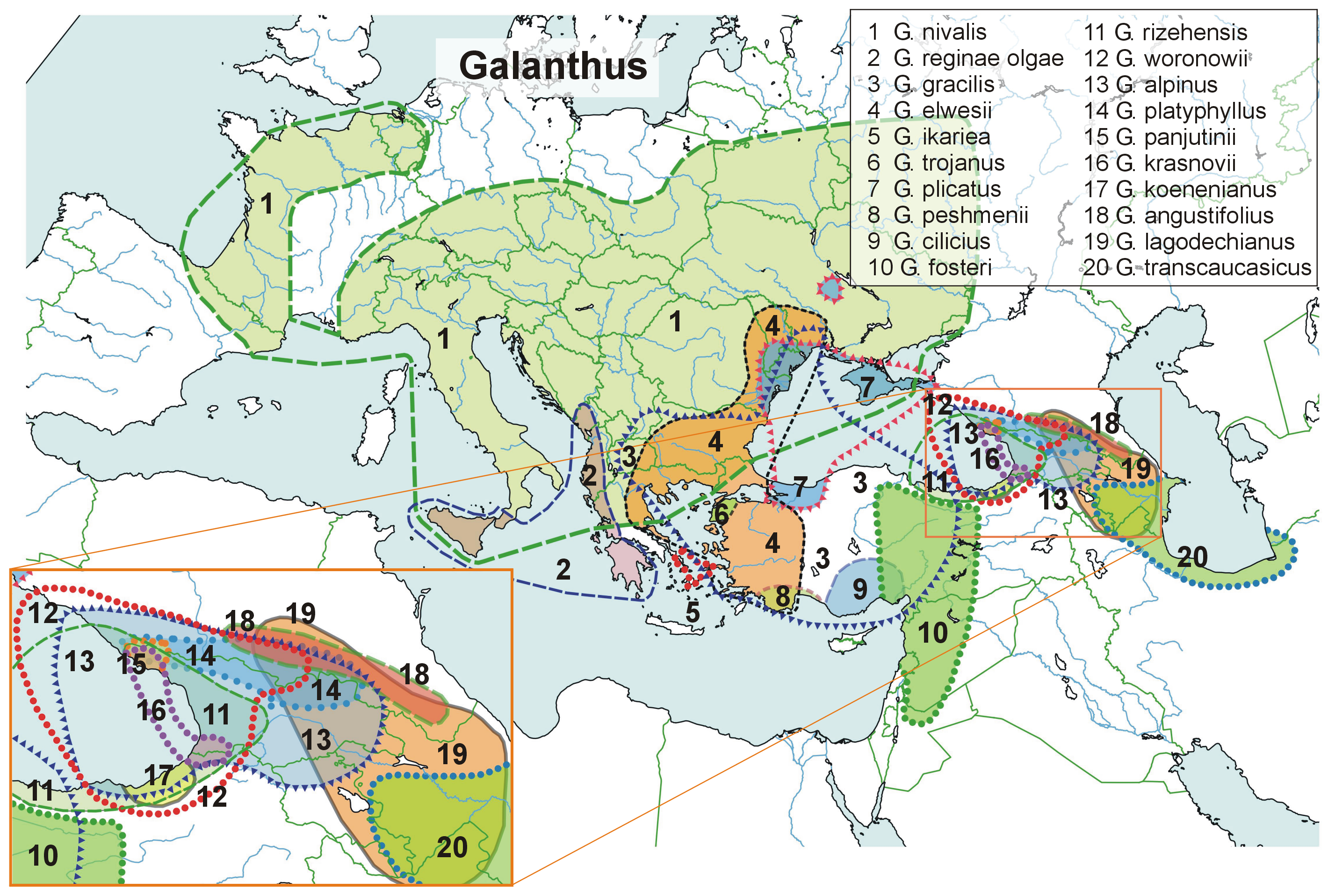
Карта поширення видів Galanthus у Європі та Західній Азії

Рід Galanthus є природним для Європи та Близького Сходу, від іспанських та французьких Піренеїв на заході до Кавказу та Ірану на сході, і на півдні до Сицилії, Пелопоннесу, Егейських островів, Туреччини, Лівану та Сирії. Північна межа є невизначеною, оскільки G. nivalis був широко інтродукований та культивований по всій Європі. G. nivalis та деякі інші види, цінні як декоративні, широко натуралізувалися в Європі, Північній Америці та інших регіонах. 
Galanthus nivalis є найвідомішим і найпоширенішим представником роду Galanthus. Він є природним для великої території Європи, що простягається від Піренеїв на заході через Францію та Німеччину до Польщі на півночі, Італії, північної Греції, Болгарії, Румунії, України та Європейської Туреччини. Він був інтродукований і широко натуралізувався в інших місцях. Хоча часто вважається, що це місцева дика квітка Британії або що її завезли до Британських островів римляни, найімовірніше вона була завезена близько початку шістнадцятого століття і наразі не є захищеним видом у Великій Британії. Вперше її натуралізацію у Великій Британії було зафіксовано у Вустерширі та Глостерширі в 1770 році. Більшість інших видів Galanthus походять зі східного Середземномор'я, тоді як кілька видів зустрічаються на Кавказі, у південній Росії, Грузії, Вірменії та Азербайджані. Galanthus fosteri зустрічається в Йорданії, Лівані, Сирії, Туреччині та, можливо, Палестині.
Більшість видів Galanthus найкраще ростуть у лісах, на кислих або лужних ґрунтах, хоча деякі є видами лук або гір.

## Таксономія

### Історія

#### Рання історія

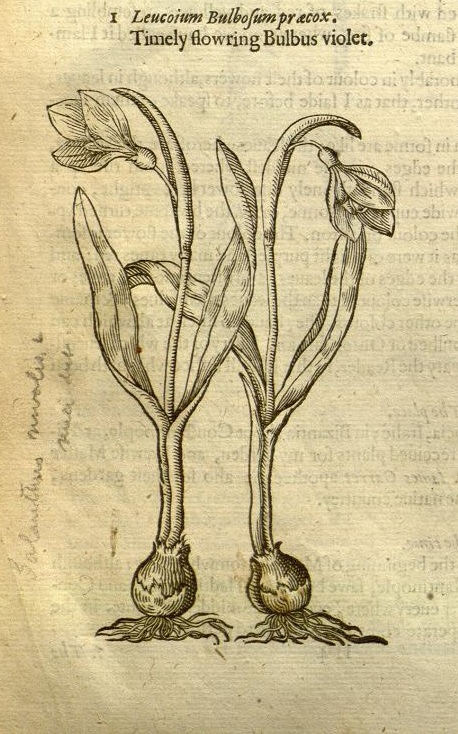
G. nivalis з Herball Джона Джерарда, 1597

Підсніжники були відомі з давніх часів, їх описав класичний грецький автор Теофраст у четвертому столітті до н.е. у своїй праці Περὶ φυτῶν ἱστορία (лат. Historia plantarum, "Дослідження рослин"). Він дав їм та подібним рослинам назву λευκόἲον (λευκος, leukos "білий" та ἰόν, ion "фіалка"), від якої пізніше походить назва Leucojum. Він описав рослину як "ἑπεἰ τοῖς γε χρώμασι λευκἂ καἱ οὐ λεπυριώδη" (білого кольору та цибулини без луски) і про їхні звички "Ἰῶν δ' ἁνθῶν τὀ μἑν πρῶτον ἑκφαἱνεται τὁ λευκόἲον, ὅπου μἑν ό ἀἠρ μαλακώτερος εὐθὑς τοῦ χειμῶνος, ὅπου δἐ σκληρότερος ὕστερον, ἑνιαχοῡ τοῡ ἣρος" (З-поміж квітів першою з'являється біла фіалка. Там, де клімат м'якший, вона з'являється з першими ознаками зими, а в суворішому кліматі – пізніше, навесні)
Ремберт Доденс, фламандський ботанік, описав та проілюстрував цю рослину в 1583 році, як і Джерард в Англії в 1597 році (ймовірно, використовуючи багато матеріалу Доденса), назвавши її Leucojum bulbosum praecox (Рання цибулинна фіалка). Джерард посилається на опис Теофраста як Viola alba або Viola bulbosa, використовуючи переклад Плінія, і зазначає, що рослина походить з Італії і "заволоділа" Англією "багато років тому". Рід був офіційно названий Galanthus і описаний Карлом Ліннеєм в 1753 році, з єдиним видом, Galanthus nivalis, який є типовим видом. Відповідно, Лінней отримав авторство назви . При цьому він відокремив цей рід і вид від Leucojum (Leucojum bulbosum trifolium minus), назви, під якою він був відомий раніше.

#### Сучасна історія
У 1763 році Мішель Адансон започаткував систему розташування родів у родинах. Використовуючи синонім Acrocorion (також пишеться Akrokorion), він помістив Galanthus в родину Liliaceae, секцію Narcissi. Ламарк надав опис роду у своїй енциклопедії (1786), а пізніше, у Illustrations des genres (1793).
У 1789 році де Жюссьє, якому приписують сучасну концепцію родів, організованих у родини, розмістив Galanthus та споріднені роди в відділі Однодольних, використовуючи модифіковану форму статевої класифікації Ліннея, але з відповідною топографією тичинок до маточок, а не просто їх кількістю. При цьому він відновив назву Galanthus і зберіг їх розміщення під Narcissi, цього разу як родину (відому тоді як Ordo) і послався на французьку народну назву, Perce-neige (Сніго-пронизник), засновану на здатності рослин пробиватися крізь ранньовесняний сніг (див. Екологія для ілюстрації).
Сучасна родина Amaryllidaceae, до якої належить Galanthus, походить від Жома Сент-Ілера (1805), який замінив Narcissi Жюссьє на Amaryllidées. У 1810 році Браун запропонував виділити підгрупу Liliaceae на основі положення зав'язей і називати її Amaryllideae, а в 1813 році де Кандоль розділив їх, описавши Liliacées Juss. і Amaryllidées Brown як дві абсолютно окремі родини.
Однак у своєму всеосяжному огляді Флора Франції (Flore française, 1805–1815) він розділив Liliaceae на серію Ordres і помістив Galanthus в Ordre Narcissi. Це відношення Galanthus до лілійних або амарилісових таксонів  тривало ще два століття, поки вони не були формально розділені наприкінці двадцятого століття.
Ліндлі (1830) дотримувався цієї загальної схеми, розміщуючи Galanthus і споріднені роди, такі як Amaryllis і Narcissus, у своїх Amaryllideae (які він називав англійською The Narcissus Tribe). До 1853 року кількість відомих рослин значно зросла, і він переглянув свою схему в останній роботі, розмістивши Galanthus разом, а два інші роди в сучасній трибі Galantheae в трибі Amarylleae, порядку Amaryllidaceae, альянсі Narcissales.
Ці три роди розглядалися разом таксономічно більшістю авторів на основі нижньої зав'язі. З збільшенням кількості видів рослин зростала і таксономічна складність. До того часу, коли Бентам і Гукер опублікували свої Genera plantarum (1862–1883) ordo Amaryllideae містив п'ять триб, а триба Amarylleae три підтриби (див. Система Бентама і Гукера). Вони помістили Galanthus в підтрибу Genuinae і включили три види.

### Філогенія
Galanthus є одним із трьох близько споріднених родів, що складають трибу Galantheae в підродині Amaryllidoideae (родина Amaryllidaceae). Іноді підсніжники плутають з двома іншими родами, Leucojum та Acis (обидва називаються білоцвітами). Види Leucojum значно більші і цвітуть навесні (або на початку літа, залежно від виду), причому всі шість листочків оцвітини у квітці мають однаковий розмір, хоча деякі "покуліформні" (келихо- або чашоподібні) види Galanthus можуть мати внутрішні сегменти подібної форми та довжини до зовнішніх. Вважається, що Galantheae виникли на Кавказі.

### Види

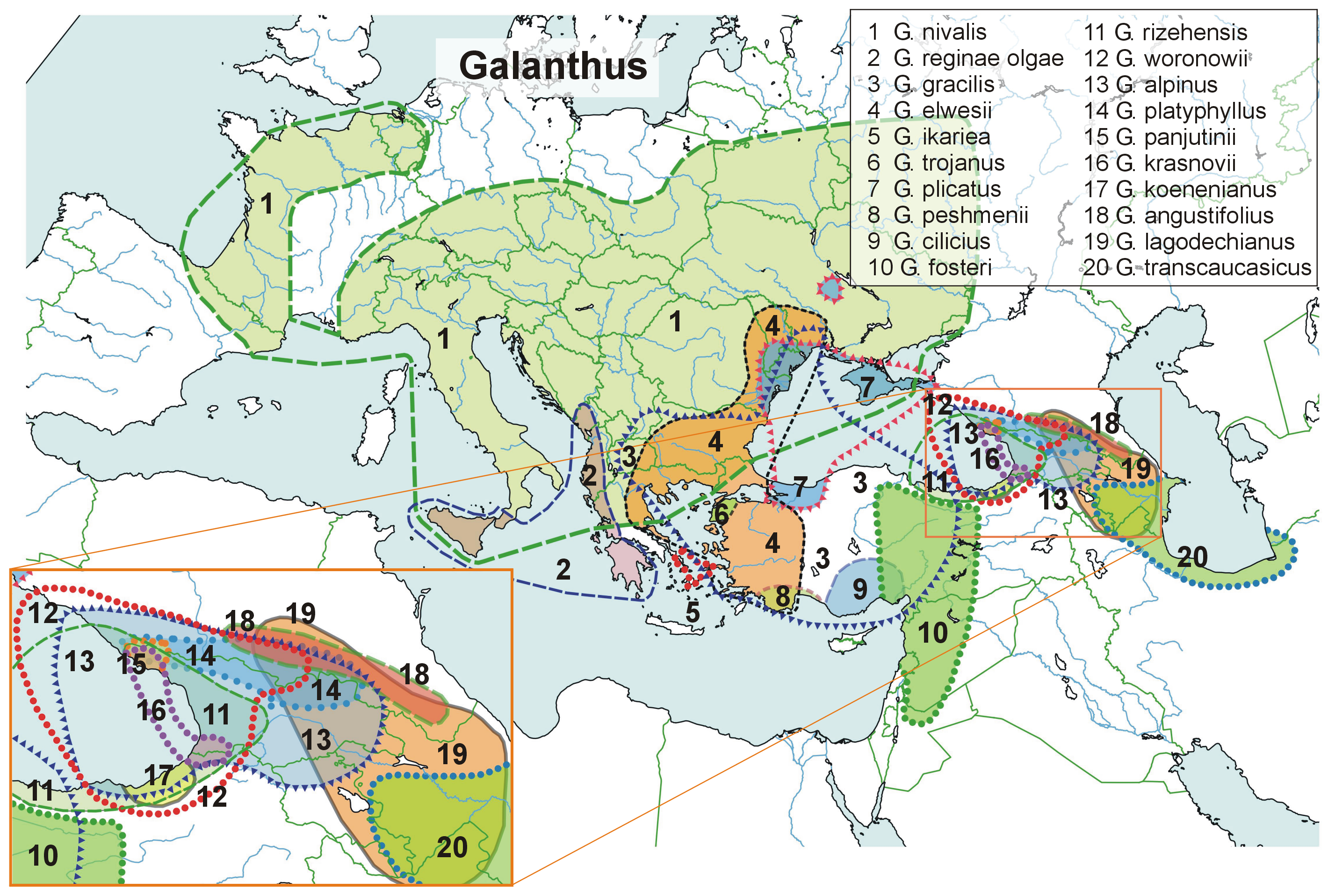
Карта поширення видів проліска (Galanthus) в Європі і Західній Азії

- Galanthus alpinus Sosn. — Підсніжник альпійський
- Galanthus angustifolius Koss — Підсніжник гостролистий
- Galanthus cilicicus Baker — Підсніжник кілікійський
- Galanthus elwesii Hook.f. — Підсніжник Ельвеза, або південний
- Galanthus fosteri Baker — Підсніжник Фостера
- Galanthus gracilis Celak. — Підсніжник витончений
- Galanthus ikariae Baker — Підсніжник Ікарії
- Galanthus koenenianus Lobin — Підсніжник Кьоне
- Galanthus krasnovii Khokhr. — Підсніжник Краснова
- Galanthus lagodechianus Kem.-Nath. — Підсніжник лагодехський
- Galanthus nivalis L. — Підсніжник звичайний, або білосніжний
- Galanthus panjutinii Zubov & A.P.Davis — Підсніжник Панютіна
- Galanthus peshmenii A.P.Davis & C.D.Brickell — Підсніжник Пешмена
- Galanthus platyphyllus Traub & Moldenke — Підсніжник широколистий
- Galanthus plicatus M.Bieb. — Підсніжник складчастий
- Galanthus reginae-olgae Orph. — Підсніжник королеви Ольги
- Galanthus rizehensis Stern
- Galanthus transcaucasicus Fomin — Підсніжник закавказький
- Galanthus trojanus A.P.Davis & Özhatay
- Galanthus woronowii Losinsk. — Підсніжник Воронова

## Екологія

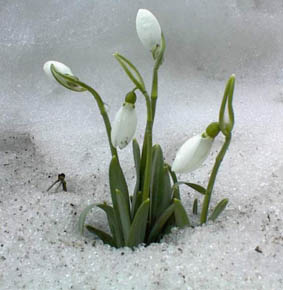
G. nivalis пробивається крізь сніговий покрив

Підсніжники є морозостійкими трав'янистими рослинами, які перезимовують за допомогою підземних цибулин. Вони є одними з найраніших весняних цибулинних рослин, що цвітуть, хоча деякі форми G. nivalis цвітуть восени. У холодніших кліматах вони проростають крізь сніг (див. ілюстрацію). Вони досить легко натуралізуються, утворюючи великі зарості. Ці зарості часто є стерильними, їх можна знайти поблизу людських поселень. Листя відмирає через кілька тижнів після того, як квіти зів'януть. Рослини Galanthus відносно енергійні і можуть швидко поширюватися, утворюючи цибулинні дітки. Вони також поширюються за допомогою розсіювання насіння, тварин, що турбують цибулини, та води під час повеней.

## Охорона
Деякі види підсніжників перебувають під загрозою у своїх природних середовищах існування через руйнування середовища існування та незаконний збір. У більшості країн збір цибулин у природі тепер є незаконним. Згідно з правилами CITES, міжнародна торгівля будь-якою кількістю Galanthus, будь то цибулини, живі рослини чи навіть мертві, є незаконною без дозволу CITES. Це стосується гібридів та названих культиварів, а також видів. CITES перераховує всі види, але дозволяє обмежену торгівлю дикорослими цибулинами лише трьох видів (G. nivalis, G. elwesii та G. woronowii) з Туреччини та Грузії.
Ряд видів занесені до Червоного списку МСОП видів під загрозою зникнення, зі статусом збереження G. trojanus як критично загроженого, чотири види вразливі, G. nivalis є близьким до загрозливого стану і кілька видів показують зменшення популяцій. G. panjutinii вважається зникаючим видом. Одне з п'яти відомих його місцезнаходжень, у Сочі, було знищене під час підготовки до Зимових Олімпійських ігор 2014.

## Галерея

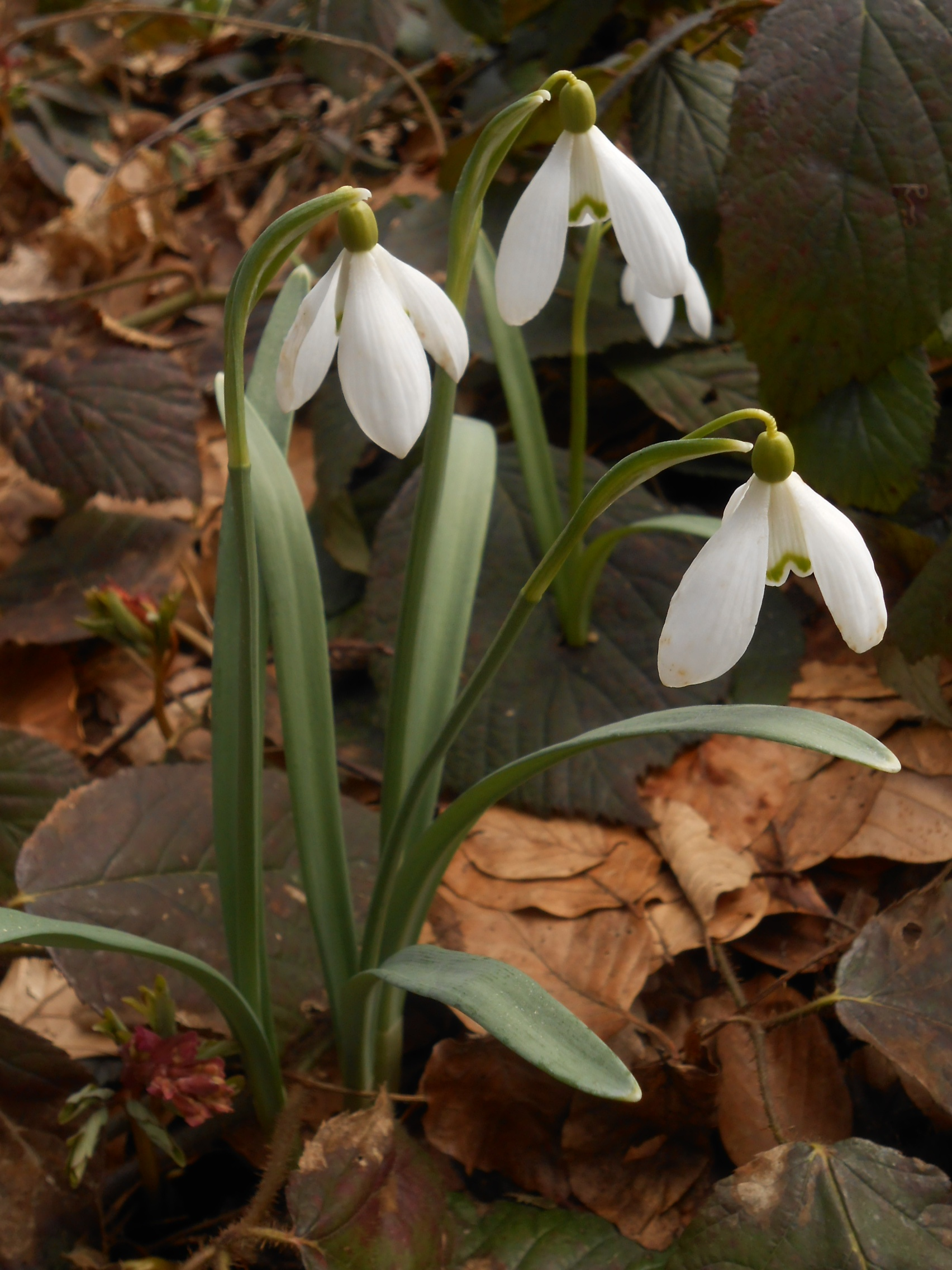
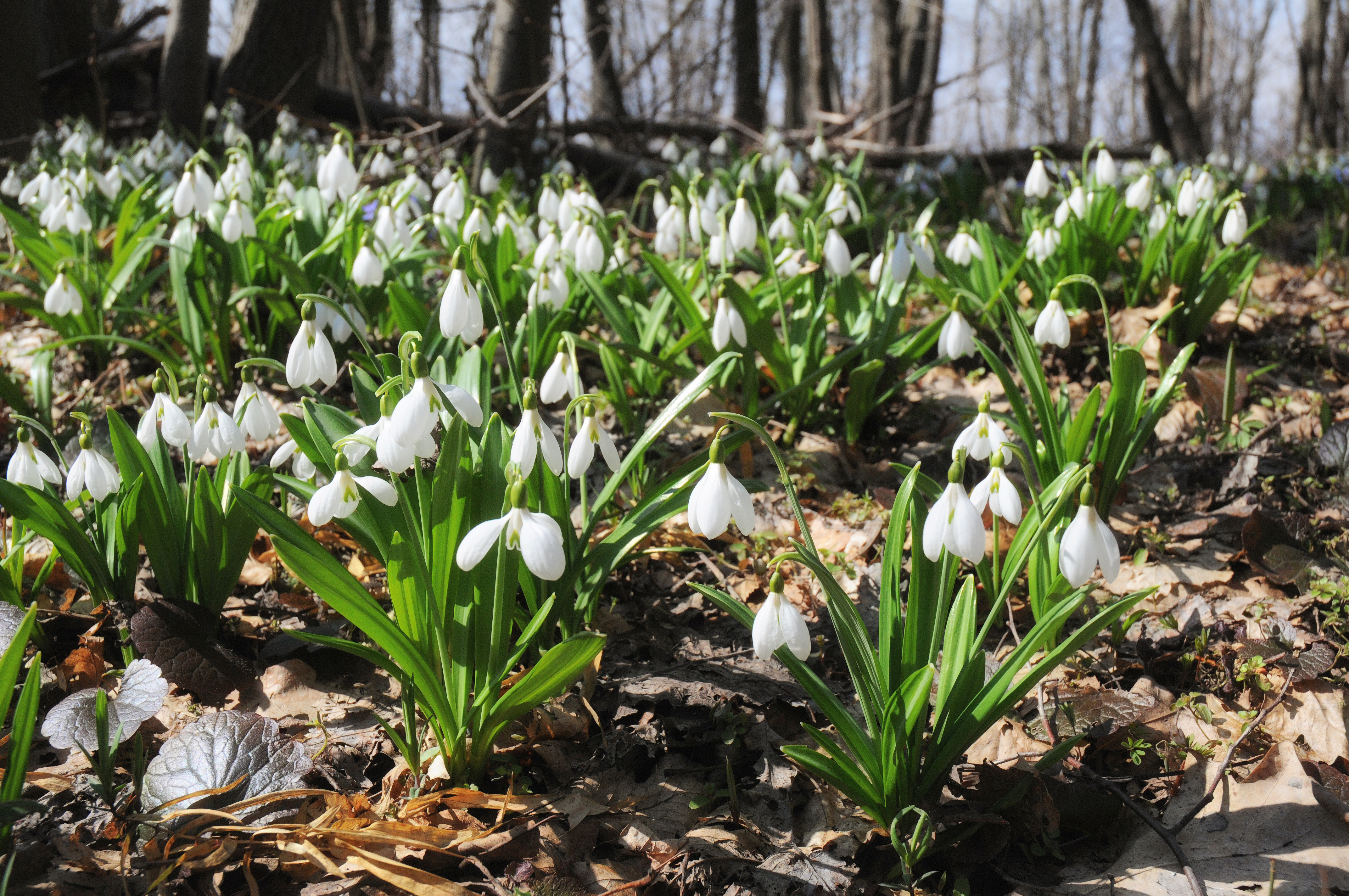
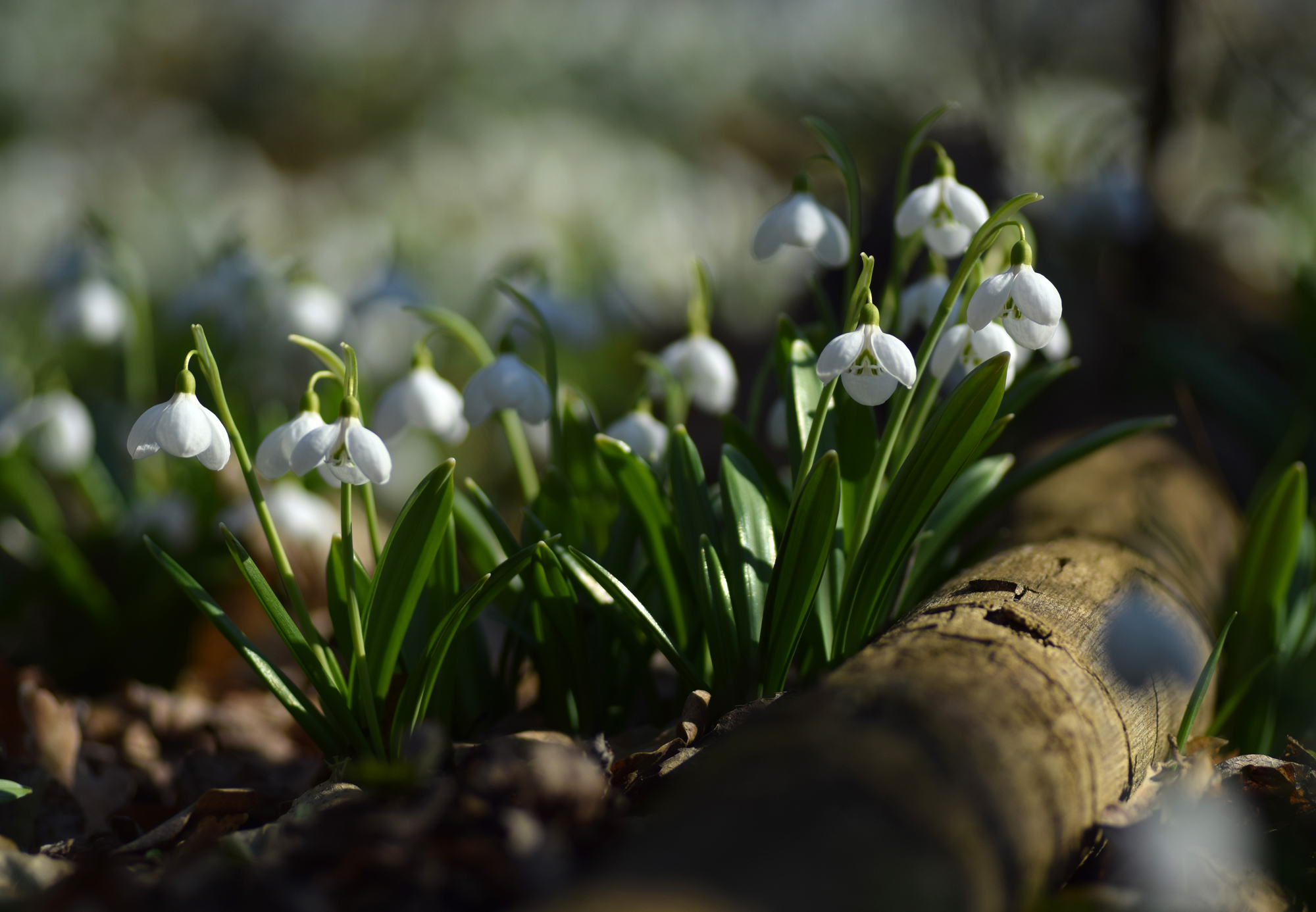
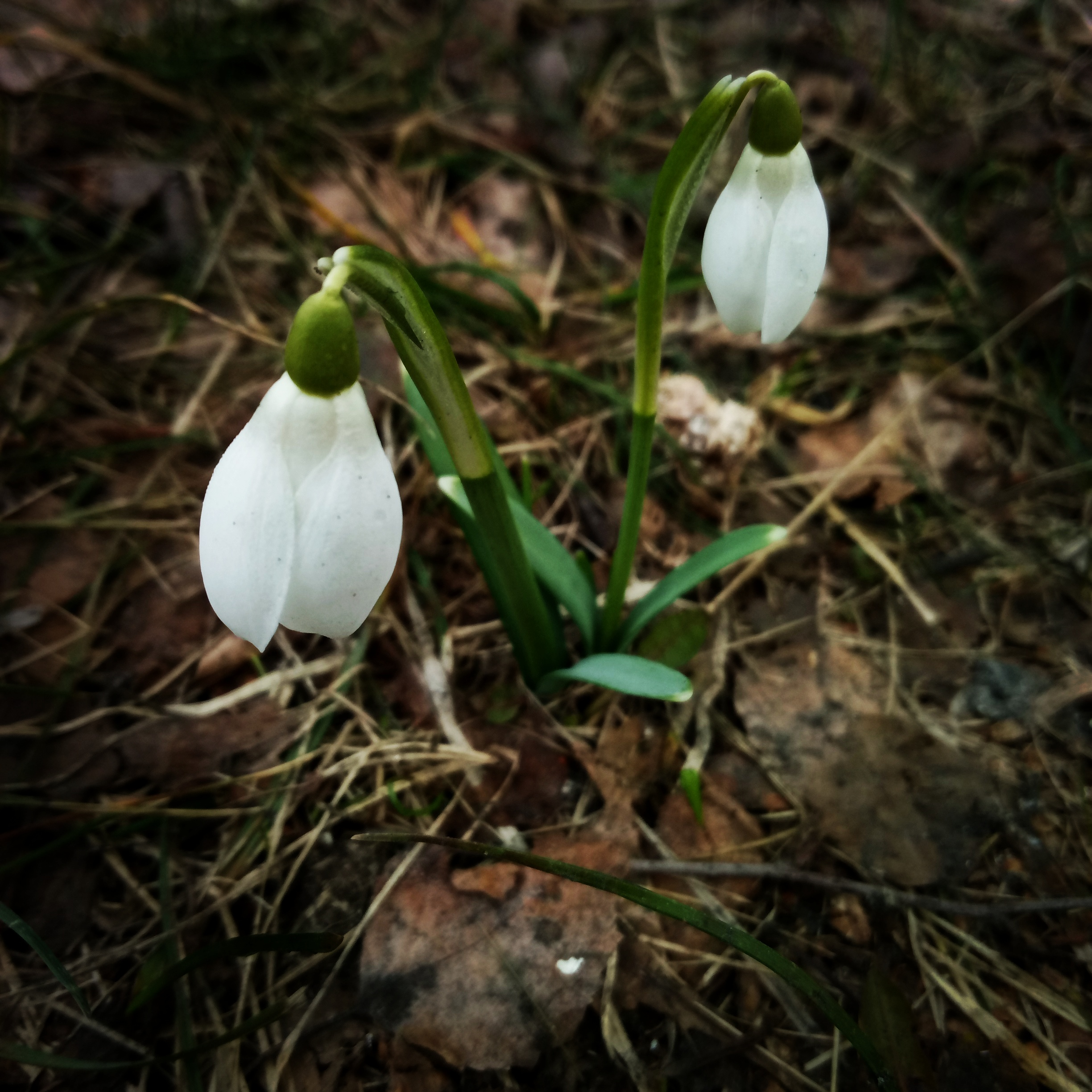
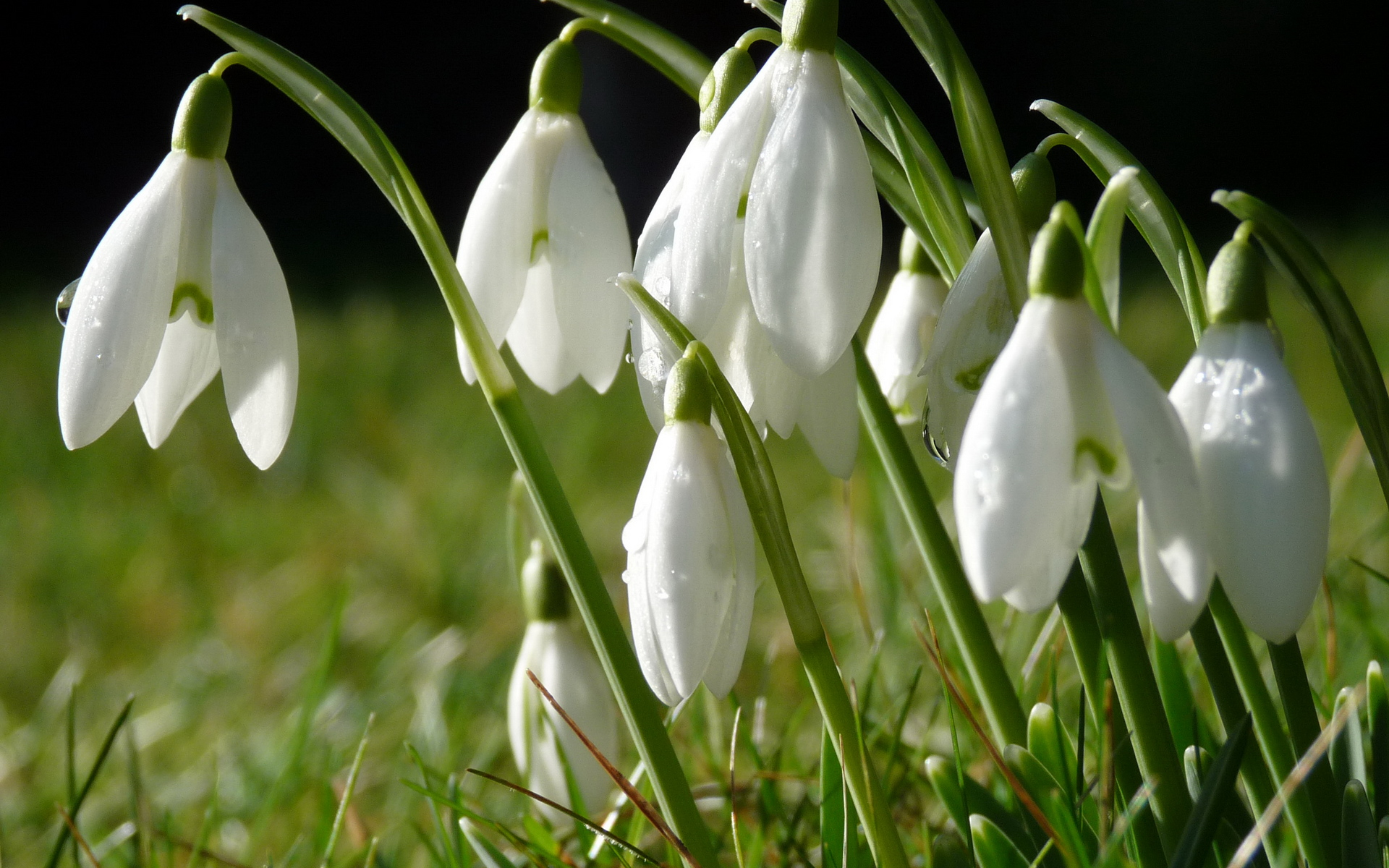
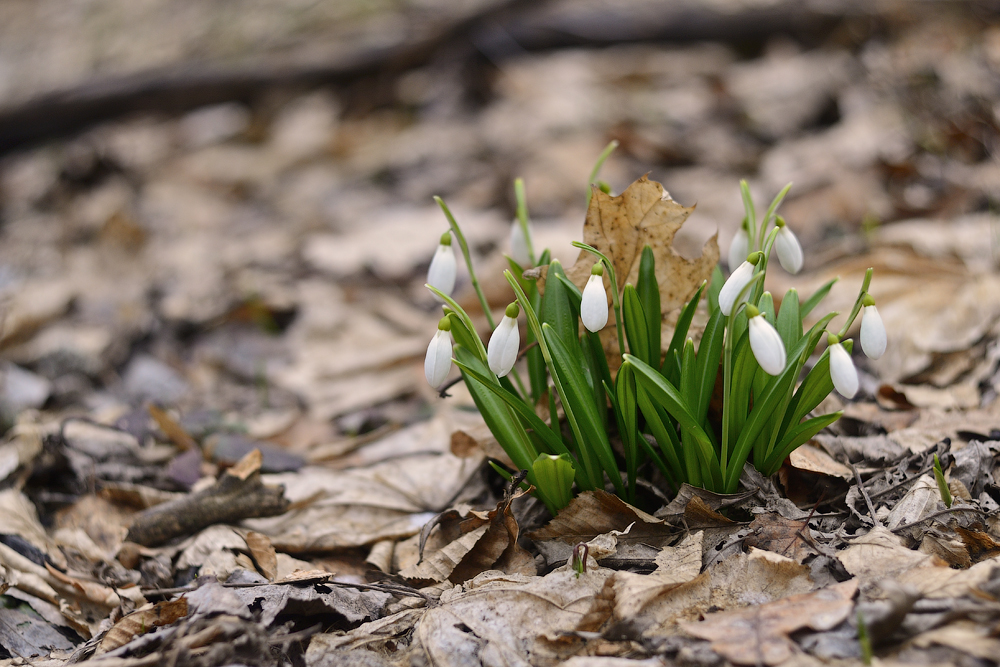
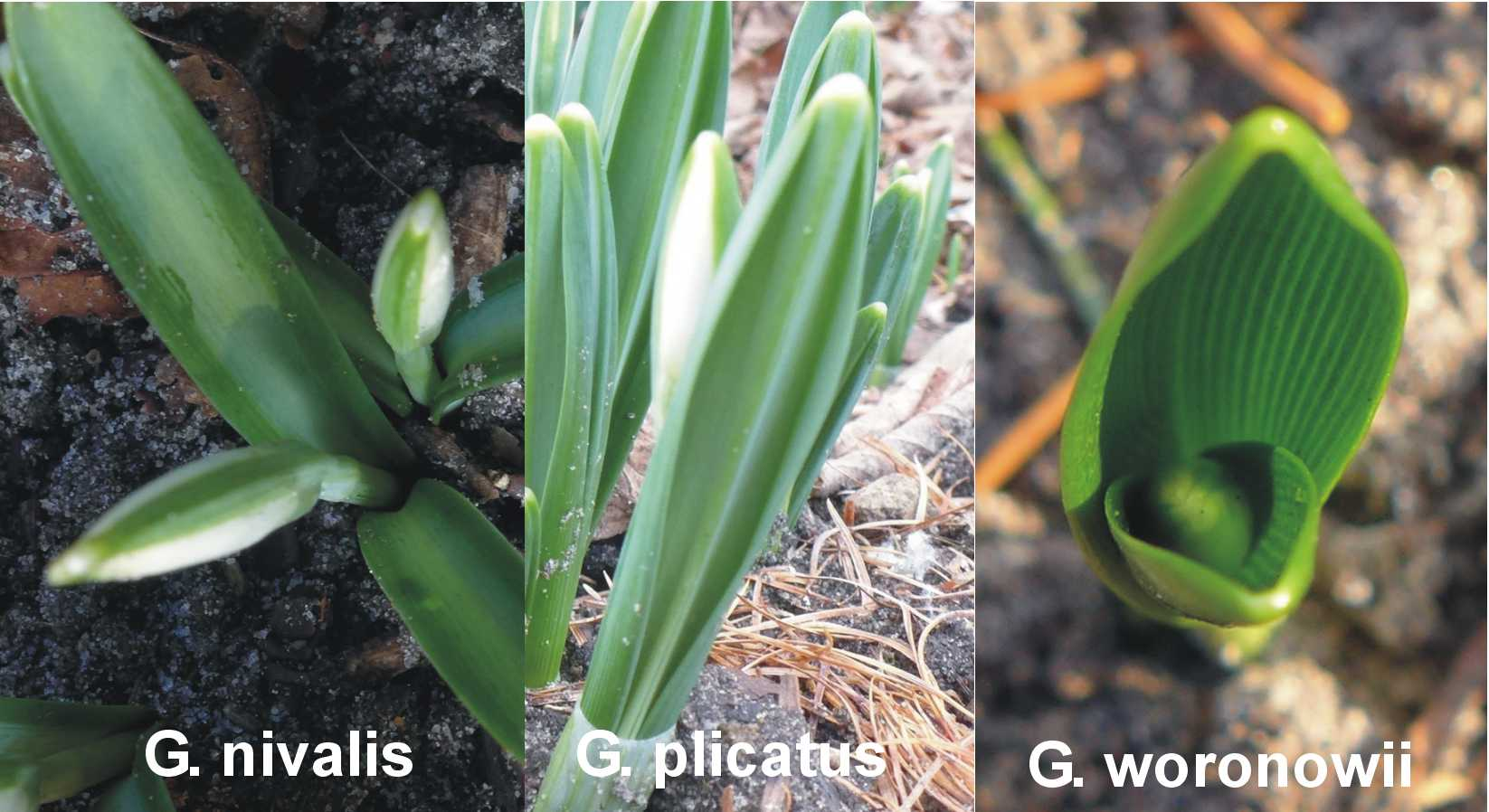
Три різні форми пагонів листя з лука: плоский (аплікат), згорнутий (експлікатівний) згорнутий (згорнутий) (зліва направо)